# Mistrzostwa Świata w Lekkoatletyce 2013 – sztafeta 4 × 100 m mężczyzn
Sztafeta 4 × 100 metrów mężczyzn – jedna z konkurencji rozgrywanych podczas lekkoatletycznych mistrzostw świata na Łużnikach w Moskwie.
Obrońcą tytułu mistrzowskiego z 2011 roku była reprezentacja Jamajki, która wystąpiła w składzie: Nesta Carter, Michael Frater, Yohan Blake oraz Usain Bolt.

## Terminarz
| Data        | Godzina |            |
| ----------- | ------- | ---------- |
| 18 sierpnia | 16:50   | Eliminacje |
| 18 sierpnia | 18:50   | Finał      |

## Rekordy
Tabela prezentuje rekord świata, rekordy poszczególnych kontynentów, mistrzostw świata, a także najlepszy rezultat na świecie w sezonie 2013 przed rozpoczęciem mistrzostw.
|                            | Zawodnik                                                                                   | Wynik | Miejsce  | Data                  |
| -------------------------- | ------------------------------------------------------------------------------------------ | ----- | -------- | --------------------- |
| Rekord świata              | Jamajka · (Nesta Carter, Michael Frater, Yohan Blake, Usain Bolt)                          | 36,84 | Londyn   | 11 sierpnia 2012(dts) |
| Listy światowe             | Stany Zjednoczone "Red" · (Charles Silmon, Michael Rodgers, Rakieem Salaam, Justin Gatlin) | 37,58 | Monako   | 19 lipca 2013(dts)    |
| Rekord mistrzostw świata   | Jamajka · (Nesta Carter, Michael Frater, Yohan Blake, Usain Bolt)                          | 37,04 | Daegu    | 4 września 2011(dts)  |
| Rekord Afryki              | Nigeria · (Osmond Ezinwa, Olapade Adeniken, Francis Obikwelu, Davidson Ezinwa)             | 37,94 | Ateny    | 9 sierpnia 1997(dts)  |
| Rekord Azji                | Japonia · (Nobuharu Asahara, Shinji Takahira, Shingo Suetsugu, Naoki Tsukahara)            | 38,03 | Osaka    | 1 września 2007(dts)  |
| Rekord Ameryki Północnej   | Jamajka · (Nesta Carter, Michael Frater, Yohan Blake, Usain Bolt)                          | 36,84 | Londyn   | 11 sierpnia 2012(dts) |
| Rekord Ameryki Południowej | Brazylia · (Vicente de Lima, Édson Ribeiro, André da Silva, Claudinei da Silva)            | 37,90 | Sydney   | 30 września 2000(dts) |
| Rekord Europy              | Wielka Brytania · (Jason Gardener, Darren Campbell, Marlon Devonish, Dwain Chambers)       | 37,73 | Sewilla  | 29 sierpnia 1999(dts) |
| Rekord Australii i Oceanii | Australia · (Anthony Alozie, Isaac Ntiamoah, Andrew McCabe, Josh Ross)                     | 38,17 | Londyn   | 10 sierpnia 2012(dts) |
| Rekord Australii i Oceanii | Australia · (Paul Henderson, Tim Jackson, Steve Brimacombe, Damien Marsh)                  | 38,17 | Göteborg | 12 sierpnia 1995(dts) |

## Minimum kwalifikacyjne
Aby zakwalifikować się do mistrzostw, należało wypełnić minimum kwalifikacyjne. Każdy komitet narodowy mógł zgłosić jedną sztafetę z wypełnionym minimum.
| Minimum kwalifikacyjne |
| ---------------------- |
| 39,20                  |

## Rezultaty

### Eliminacje
| Poz. | Bieg | Tor | Reprezentacja            | Zawodnicy                                                                  | Czas  | Uwagi |
| ---- | ---- | --- | ------------------------ | -------------------------------------------------------------------------- | ----- | ----- |
| 1.   | 2    | 4   | Stany Zjednoczone        | Charles Silmon Michael Rodgers Rakieem Salaam Justin Gatlin                | 38,06 | Q     |
| 2.   | 1    | 1   | Wielka Brytania          | Richard Kilty Harry Aikines-Aryeetey James Ellington Dwain Chambers        | 38,12 | Q     |
| 3.   | 3    | 6   | Niemcy                   | Lucas Jakubczyk Sven Knipphals Julian Reus Martin Keller                   | 38,13 | Q     |
| 4.   | 1    | 2   | Jamajka                  | Nesta Carter Kemar Bailey-Cole Warren Weir Oshane Bailey                   | 38,17 | Q     |
| 5.   | 2    | 2   | Japonia                  | Yoshihide Kiryū Kenji Fujimitsu Kei Takase Shōta Iizuka                    | 38,23 | Q     |
| 6.   | 3    | 8   | Kanada                   | Gavin Smellie Aaron Brown Dontae Richards-Kwok Justyn Warner               | 38,29 | Q     |
| 7.   | 1    | 6   | Trynidad i Tobago        | Jamol James Keston Bledman Rondel Sorrillo Richard Thompson                | 38,38 | q     |
| 8.   | 3    | 1   | Holandia                 | Brian Mariano Churandy Martina Liemarvin Bonevacia Hensley Paulina         | 38,41 | q     |
| 9.   | 1    | 5   | Hiszpania                | Eduard Viles Sergio Ruiz Bruno Hortelano Ángel David Rodríguez             | 38,46 | NR    |
| 10.  | 3    | 4   | Włochy                   | Michael Tumi Matteo Galvan Diego Marani Delmas Obou                        | 38,49 | SB    |
| 11.  | 1    | 8   | Polska                   | Robert Kubaczyk Grzegorz Zimniewicz Karol Zalewski Kamil Kryński           | 38,51 | SB    |
| 12.  | 2    | 3   | Ukraina                  | Rusłan Perestiuk Serhij Smełyk Ihor Bodrow Witalij Korż                    | 38,57 |       |
| 13.  | 3    | 7   | Saint Kitts i Nevis      | Lestrod Roland Jason Rogers Antoine Adams Allistar Clarke                  | 38,58 | SB    |
| 14.  | 3    | 3   | Bahamy                   | Adrian Griffith Warren Fraser Jamial Rolle Shavez Hart                     | 38,70 | NR    |
| 15.  | 2    | 8   | Barbados                 | Andrew Hinds Levi Cadogan Shane Brathwaite Ramon Gittens                   | 38,94 | NR    |
| 16.  | 2    | 7   | Chińska Republika Ludowa | Guo Fan Liang Jiahong Su Bingtian Zhang Peimeng                            | 38,95 | SB    |
| 17.  | 2    | 6   | Francja                  | Emmanuel Biron Méba-Mickaël Zézé Arnaud Rémy Jimmy Vicaut                  | 38,97 |       |
| 18.  | 1    | 7   | Korea Południowa         | Oh Kyong-soo Cho Kyu-won Yoo Min-woo Kim Gook-young                        | 39,00 | NR    |
| 19.  | 1    | 3   | Rosja                    | Aleksandr Chiutte Konstantin Pietriaszow Roman Smirnow Aleksandr Briedniew | 39,01 | SB    |
| 20.  | 2    | 5   | Hongkong                 | Tang Yik Chun Lai Chun Ho Ng Ka Fung Tsui Chi Ho                           | 39,10 |       |
| 21.  | 1    | 4   | Wenezuela                | Jermaine Chirinos Diego Rivas Álvaro Luis Cassiani Alberth Bravo           | 39,14 | SB    |
| 22.  | 3    | 5   | Chińskie Tajpej          | Wang Wen-Tang Liu Yuan-Kai Pan Po-Yu Lo Yen-Yao                            | 39,72 |       |
| 23 ! | 3    | 2   | Australia                | Tim Leathart Joshua Ross Andrew McCabe Jarrod Geddes                       | DNF   |       |

### Finał
| Poz. | Tor | Reprezentacja     | Zawodnicy                                                          | Czas  | Uwagi |
| ---- | --- | ----------------- | ------------------------------------------------------------------ | ----- | ----- |
| 1 !  | 5   | Jamajka           | Nesta Carter Kemar Bailey-Cole Nickel Ashmeade Usain Bolt          | 37,36 | WL    |
| 2 !  | 4   | Stany Zjednoczone | Charles Silmon Michael Rodgers Rakieem Salaam Justin Gatlin        | 37,66 |       |
| 3 !  | 7   | Kanada            | Gavin Smellie Aaron Brown Dontae Richards-Kwok Justyn Warner       | 37,92 | SB    |
| 4.   | 3   | Niemcy            | Lucas Jakubczyk Sven Knipphals Julian Reus Martin Keller           | 38,04 | SB    |
| 5.   | 2   | Holandia          | Brian Mariano Churandy Martina Liemarvin Bonevacia Hensley Paulina | 38,37 | SB    |
| 6.   | 8   | Japonia           | Yoshihide Kiryū Kenji Fujimitsu Kei Takase Shōta Iizuka            | 38,39 |       |
| 7.   | 1   | Trynidad i Tobago | Ayodelle Taffe Keston Bledman Rondel Sorrillo Richard Thompson     | 38,57 |       |
| 8 !  | 6   | Wielka Brytania   | Adam Gemili Harry Aikines-Aryeetey James Ellington Dwain Chambers  | DSQ   |       |